# 23047 Isseroff
23047 Isseroff è un asteroide della fascia principale. Scoperto nel 1999, presenta un'orbita caratterizzata da un semiasse maggiore pari a 2,7353276 UA e da un'eccentricità di 0,0061650, inclinata di 6,08113° rispetto all'eclittica.